# Síndrome do estudante
A síndrome do estudante refere-se à procrastinação planejada, quando, por exemplo, um estudante só começa a realizar uma tarefa no último momento possível antes de seu prazo. Isso elimina qualquer eventual margem de segurança e põe o indivíduo sob estresse e pressão. De acordo com uma fonte acadêmica, isso é feito para induzir um nível de urgência alto o suficiente para garantir que a quantidade adequada de esforço seja despendida na tarefa.
O termo é usado para descrever essa forma de procrastinação no âmbito geral, e não apenas no estudantil; por exemplo, no campo da engenharia de software: “Esta pesquisa inicial investiga três questões comportamentais que podem afetar a produtividade dos membros da equipe em um projeto tradicional em cascata e em um Projeto Scrum: o gerenciamento do estresse, o uso da folga e a síndrome do aluno”.
Diz-se que o termo foi introduzido por Eliyahu M. Goldratt em seu livro Corrente crítica.